# Iris ludwigii
Iris ludwigii är en irisväxtart som beskrevs av Carl Maximowicz. Iris ludwigii ingår i släktet irisar, och familjen irisväxter. Inga underarter finns listade i Catalogue of Life.